# Eimeria meleagrimitis
Eimeria meleagrimitis należy do królestwa protista, rodziny Eimeriidae, rodzaj Eimeria. Wywołuje u indyków chorobę pasożytniczą - kokcydiozę. Eimeria meleagrimitis pasożytuje w jelicie cienkim.